# لوپوتدنیا
لوپوتدنیا (به لاتین: Lewpotdeniya) یک منطقهٔ مسکونی در سری‌لانکا است که در استان جنوبی (سری‌لانکا) واقع شده‌است.